# ارتش هشتم ایالات متحده آمریکا
ارتش هشتم ایالات متحده آمریکا (انگلیسی: Eighth United States Army) ارتش میدانی زیرمجموعه نیروی زمینی ایالات متحده آمریکا است، که در سال ۱۹۴۴ تأسیس شد. ارتش هشتم در جنگ جهانی دوم و جنگ کره شرکت داشت. ستاد فرماندهی این ارتش در پایگاه کمپ هامفریز در پیونگ‌تک مستقر می‌باشد.
ارتش هشتم تنها ارتش میدانی فعال در نیروهای مسلح آمریکا است. ارتش هشتم فرماندهی کلیه یگان‌های نیروی زمینی آمریکا در کره جنوبی را برعهده دارد و تحت امر نیروهای کره ایالات متحده و نیروی زمینی ایالات متحده آمریکا در اقیانوس آرام فعالیت می‌کند.

## تاریخچه

### جنگ جهانی دوم
این واحد اولین بار در ۱۰ ژوئن ۱۹۴۴ در ایالات متحده، تحت فرماندهی سپهبد رابرت ال. آیشلبرگر تأسیس شد. ارتش هشتم در بسیاری از عملیات‌های آبی-خاکی در جبهه جنوب غربی اقیانوس آرام در جنگ جهانی دوم شرکت کرد و در نهایت در بیش از شصت عملیات نظامی شرکت داشت. اولین مأموریت ارتش هشتم، در سپتامبر ۱۹۴۴ به دست گرفتن کنترل ارتش ششم ایالات متحده در گینه نو، بریتانیای نو، جزایر آدمیرالتی و موروتای بود، تا ارتش ششم را برای شرکت در نبرد فیلیپین (۱۹۴۴–۱۹۴۵) محیا کند.
ارتش هشتم دوباره در دسامبر ۱۹۴۴ به دنبال ارتش ششم، زمانی که در ۲۶ دسامبر کنترل عملیات در جزیره لیت را به دست گرفت، وارد عمل شد. در ژانویه، ارتش هشتم در لوزون وارد نبرد شد و سپاه یازدهم را در ۲۹ ژانویه در نزدیکی سن آنتونیو و لشکر یازدهم هوابرد را دو روز بعد در آن سوی خلیج مانیل پیاده کرد. نیروهای ارتش هشتم، با ترکیب سپاه اول و سپاه چهاردهم از ارتش ششم، در یک حرکت بزرگ و تهاجمی، مانیل را محاصره کردند. آخرین عملیات ارتش هشتم در جنگ اقیانوس آرام، پاکسازی جنوب فیلیپین از ارتش ژاپن، از جمله جزیره اصلی میندانائو بود، تلاشی که سربازان ارتش هشتم را تا پایان جنگ مشغول به خود کرد.

### اشغال ژاپن
قرار بود ارتش هشتم در عملیات حمله به ژاپن شرکت کند. این ارتش در عملیات تاج، مرحله دوم حمله، که شامل حمله به دشت کانتو در شرق هونشو می‌شد، شرکت می‌کرد. با این حال، تسلیم ژاپن، حمله را لغو کرد و ارتش هشتم خود را مسئول یک اشغال مسالمت‌آمیز یافت. نیروهای اشغال‌کننده در ۳۰ اوت ۱۹۴۵ با ستاد مرکزی در یوکوهاما، پیاده شدند، سپس ستاد آن به ساختمان دای-ایچی در توکیو منتقل شد.  در آغاز سال ۱۹۴۶ ارتش هشتم مسئولیت اشغال تمام ژاپن را برعهده گرفت. پس از آن چهار سال آرام سپری شد که طی آن ارتش هشتم به تدریج از یک نیروی رزمی آماده به رزم، به یک نیروی پلیس تبدیل شد. سپهبد والتون اچ. واکر در سپتامبر ۱۹۴۸ فرماندهی این ارتش را به دست گرفت و سعی کرد آموزش ارتش را دوباره تقویت کند، که در اجرای آن نیز موفقیت نسبی داشت.

### جنگ کره
در ژوئن ۱۹۵۰ شمار ۷۵۰۰۰ سرباز ارتش خلق کره، متعلق به کره شمالی، با تانک‌های ساخت شوروی به کره جنوبی حمله کردند و جنگ کره را شعله‌ور ساختند. نیروهای دریایی و هوایی ایالات متحده به سرعت درگیر عملیات جنگی شدند و خیلی زود مشخص شد که نیروهای زمینی ایالات متحده نیز باید وارد عمل شوند. برای جلوگیری از پیشروی کره شمالی، نیروهای اشغال‌کننده آمریکا در ژاپن در اسرع وقت به کره جنوبی اعزام شدند، اما کمبود آموزش و تجهیزات آنها، گویای این موضوع بود، که نیاز به نیروهای پشتیبانی دارند و برخی از واحدهای اولیه آمریکایی توسط ارتش خلق کره نابود شدند. با این حال، سرانجام به مرحله‌ای رسیدند که واحدهای کافی از ارتش هشتم به کره رسیدند تا جبهه محکمی ایجاد کنند. ارتش خلق کره خود را در مقابل آن جبهه، یعنی محیط پیرامون پوسان، قرار داد و نتوانست آن را بشکند.کره]].
در این میان، ارتش هشتم سازماندهی مجدد کرده بود، زیرا لشکرهای زیادی تحت فرماندهی خود داشت که نمی‌توانست مستقیماً کنترل مؤثری بر آنها اعمال کند. سپاه اول و سپاه نهم در ایالات متحده دوباره فعال شدند، سپس برای به دست گرفتن فرماندهی لشکرهای تابعه ارتش هشتم به کره اعزام شدند.
بن‌بست با پیاده شدن سپاه دهم (متشکل از سربازان و تفنگداران دریایی) در اینچئون شکسته شد. ارتش خلق کره که با این تهدید برای مناطق عقبه خود، همراه با عملیات فرار در پوسان، روبرو شده بود، از کره جدا شد و با عجله به سمت شمال عقب‌نشینی کرد.
کره جنوبی و شمالی تقریباً به‌طور کامل توسط نیروهای سازمان ملل اشغال شده بودند. با این حال، هنگامی که واحدهای آمریکایی به رودخانه یالو و مرز بین کره شمالی و چین نزدیک شدند، ارتش داوطلب خلق چین مداخله کرد و ماهیت جنگ را به شدت تغییر داد. ارتش هشتم در نبرد رودخانه چونگچون قاطعانه شکست خورد و مجبور به عقب‌نشینی به کره جنوبی شد، که طولانی‌ترین عقب‌نشینی هر واحد نظامی ایالات متحده در تاریخ بود. ژنرال واکر در ۲۳ دسامبر ۱۹۵۰ در یک تصادف در خودروی جیپ کشته شد و سپهبد متیو ریدگوی جایگزین او شد. ارتش هشتم که بیش از حد تحت فشار بود، از حمله چینی‌ها به شدت آسیب دید، چرا که آنها توانستند از خطوط ارتباطی کوتاه‌تر و نیروهای دشمن که به‌طور نسبتاً غیررسمی مستقر شده بودند، بهره ببرند. چینی‌ها با وجود برتری هوایی ایالات متحده، خطوط دفاعی ایالات متحده را شکستند و ارتش هشتم و نیروهای سازمان ملل برای جلوگیری از محاصره با عجله عقب‌نشینی کردند. حمله چینی‌ها همچنان به نیروهای آمریکایی فشار می‌آورد و آنها سئول، پایتخت کره جنوبی را از دست دادند. روحیه سپاه هشتم به پایین‌ترین حد خود رسید، به طوری که در آن روزها به‌طور گسترده به‌عنوان یک توده درهم‌شکسته و شکست‌خورده تلقی می‌شد.
سپهبد ریدگوی با قدرت ارتش هشتم را برای چندین ماه به کارایی رزمی بازگرداند. ارتش هشتم در نبردهای چیپیونگ-نی و وونجو، پیشروی چینی‌ها را کند و در نهایت متوقف کرد. سپس به چینی‌ها حمله متقابل کرد، سئول را پس گرفت و به مدار ۳۸ درجه پیشروی کرد، جایی که جبهه تثبیت شد.
هنگامی که ریدگوی جایگزین ژنرال داگلاس مک‌آرتور به‌عنوان فرمانده کل سازمان ملل شد، سپهبد جیمز ون فلیت فرماندهی ارتش هشتم را برعهده گرفت. پس از جنگ جابجایی در مراحل اولیه، نبرد در کره به یک جنگ فرسایشی تبدیل شد. مذاکرات آتش‌بس در تابستان ۱۹۵۱ در روستای پانمونجوم آغاز شد و دو سال طول کشید. در طول عملیات رزمی نهایی جنگ، سپهبد مکسول دی. تیلور (که در ۲۳ ژوئن ۱۹۵۳ به درجه ژنرالی ارتقا یافت) فرماندهی ارتش هشتم را برعهده داشت. هنگامی که خط مرزی نظامی سرانجام توسط توافقنامه آتش‌بس کره مورد توافق قرار گرفت، کره جنوبی و کره شمالی به‌عنوان کشورهای جداگانه به حیات خود ادامه دادند.